# Урзуф (станція)
Урзу́ф — лінійна вантажно-пасажирська залізнична станція 5-го класу Лиманської дирекції Донецької залізниці.
Розташована у селі Кам'янка Волноваського району Донецької області на лінії Карань — Янісоль між станціями Карань (7 км) та Янісоль (4 км).
Пасажирське сполучення відсутнє.